# Febrônio de Brito

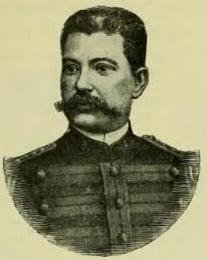
Febronio de Brito.

Febrônio de Brito foi um militar brasileiro, que coordenou a segunda expedição para o arraial de Canudos, tendo fugido com o resto da tropa do arraial, após assaltos a tropa em localidades do sertão.
Janeiro de 1897 - Enquanto aguardavam uma nova investida do governo, os jagunços fortificavam os acessos ao arraial. Comandada pelo major Febrônio de Brito, depois de atravessar a serra do Cambaio, uma segunda expedição militar contra Canudos foi atacada no dia 18 e repelida com pesadas baixas pelos conselheiristas, que se abasteciam com as armas abandonadas ou tomadas à tropa.